# Sint-Lambertuskerk (Gleixhe)

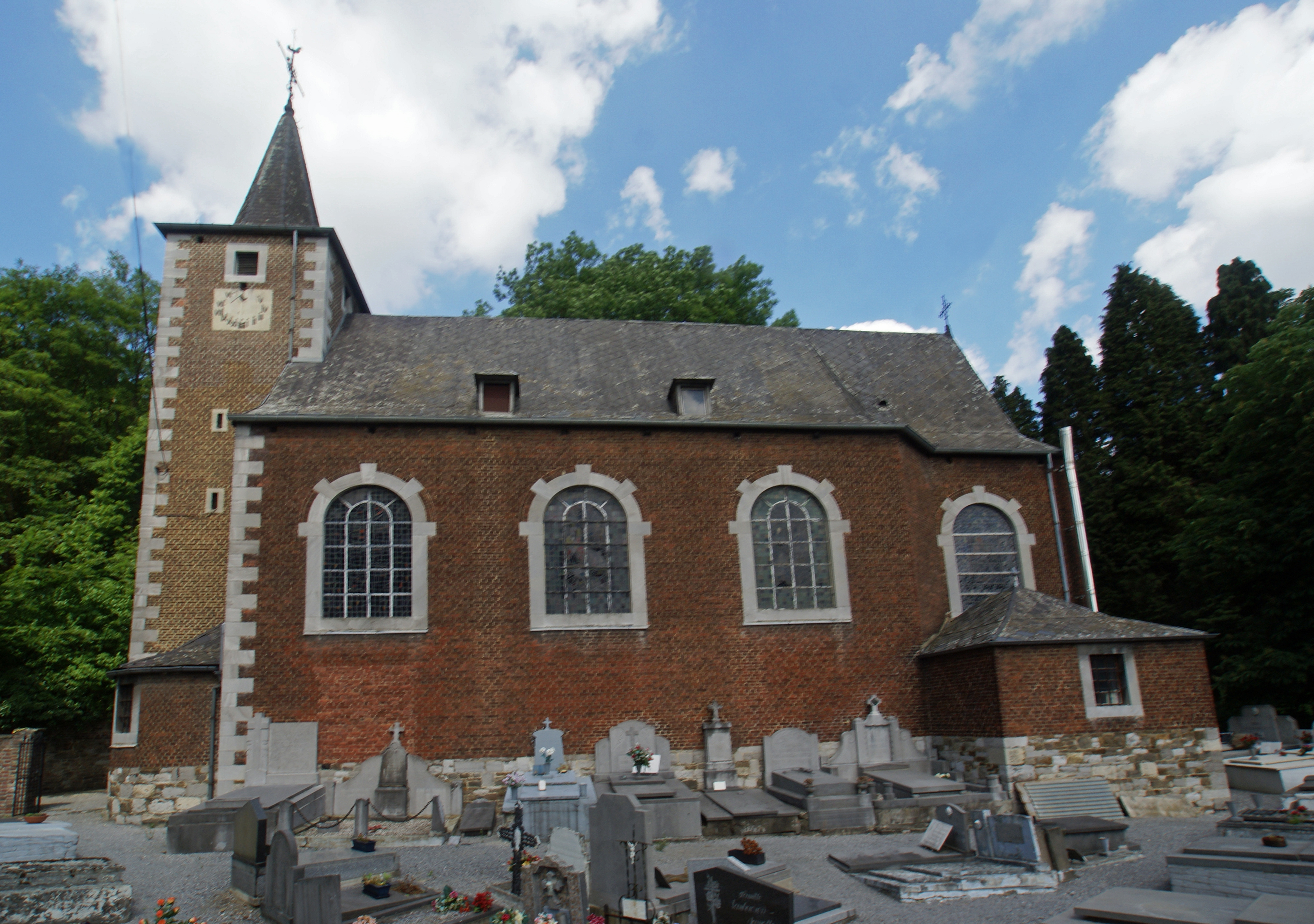
Sint-Lambertuskerk

De Sint-Lambertuskerk (Église Saint-Lambert) is de parochiekerk van het tot de belgische gemeente Flémalle behorend dorp Gleixhe, gelegen aan de Rue Louis Mestrez.

## Geschiedenis
De parochie splitste zich in de 12e eeuw af van die van Saint-Georges-sur-Meuse en was oorspronkelijk aan Onze-Lieve-Vrouw gewijd. Toen in 1779 de nieuwe kerk werd gebouwd, waarvan de rechten bij het Luikse Sint-Lambertuskapittel berustten, kreeg deze Sint-Lambertus als patroonheilige.

## Gebouw
De kerk is gelegen te midden van bossen aan de Ruisseau des Awirs en is omgeven door een muur in baksteen met een basis van kalksteenblokken. Deze muur omvat tevens het ten zuiden van de kerk gelegen kerkhof.
Het kerkgebouw is van 1779 en is gebouwd in classicistische stijl. Als materiaal is baksteen gebruikt, met hardstenen omlijstingen en hoekbanden. De voorgebouwde toren heeft een ingesnoerde naaldspits. Aan de zuidzijde daarvan is in tufsteen een zonnewijzer aangebracht.
Boven het portaal vindt men het chronogram: totaLlter eXtrUXIt / CapltULUM / LeoDlense, wat 1779 oplevert.

## Interieur
Het hoofdaltaar heeft de hemelvaart als thema. De zijaltaren, in Lodewijk XVI-stijl, dragen de wapenschilden van de familie Arenberg. Ook is er een grafsteen van Marie de Gavre, met de wapenschilden van de families De Gavre, Schoonvorst, Brederode en Lalaing.
Aan de buitenzijde van de kerk zijn enkele gotische grafkruisen ingemetseld.